# ريتشل لويد
ريتشل لويد (بالإنجليزية: Rachel Lloyd)‏ هي كيميائية أمريكية، ولدت في 26 يناير 1839 في فلوشينغ في الولايات المتحدة، وتوفيت في 7 مارس 1900 في بيفرلي في الولايات المتحدة.